# Jelenia Góra (stacja kolejowa)
Jelenia Góra – węzłowa stacja kolejowa w Jeleniej Górze, w województwie dolnośląskim, w Polsce. Według klasyfikacji PKP ma kategorię dworca regionalnego.

## Położenie
Stacja Jelenia Góra została ulokowana blisko 2 km w kierunku wschodnim od ścisłego centrum miasta.

## Historia

### Przed 1945 rokiem
Budynek dworca powstał w roku 1866, wraz z doprowadzeniem do miasta po dwuletniej budowie Śląskiej Kolei Górskiej od strony Rybnicy . Połączenie kolejowe Jeleniej Góry z Wrocławiem powstało po doprowadzeniu bezpośredniego torowiska do stacji Wałbrzych Szczawienko w roku 1868 . Pierwsze pociągi łączące Jelenią Górę ze stolicą Dolnego Śląska były złożone z kilku dwuosiowych wagonów „boczniaków”, prowadzonych przez parowozy . Pociąg pokonywał początkowo dystans ponad 100 kilometrów w dwie godziny i stanowił najszybszy środek transportu w tej relacji .
Do pierwszych obiektów pasażerskiej części stacji, prócz dworca, należały: szalet, budynek mieszkalny, lokomotywownia, wieża wodna, posterunki zwrotniczych.
W 1868 roku radni miejscy zdecydowali o zmianie nazwy dotychczasowej ulicy Wojanowskiej (niem. Schildauerstrasse), przy której wzniesiono dworzec Śląskiej Kolei Górskiej, na Dworcową (Bahnhofstrasse) .
Gmach dworca i perony rozbudowano w roku 1882 wraz z wprowadzeniem do stacji nowej linii od Kowar. Wraz z doprowadzeniem linii od kierunku Szklarskiej Poręby w roku 1891 wyposażono stację w kolejny peron.
Od 8 kwietnia 1897 roku dworzec połączono z centrum miasta i koszarami linią tramwajową .
Stacja została zmodernizowana w latach 1902–1910, uzyskując kształt zbliżony do istniejącego do przebudowy w latach 2015–2017. Zmieniono układ torów pasażerskich i towarowych, przedłużono i zadaszono perony, wykonano przejście podziemne do dwóch peronów wyspowych, powiększono magazyn towarowy, rozbudowano lokomotywownię i wzniesiono mieszkania dla pracowników stacji. Przejazd kolejowo-drogowy na obecnej ulica Wincentego Pola został wówczas przeniesiony na wiadukt nad stacją.
Ostateczny kształt jeleniogórski węzeł kolejowy uzyskał po 40 latach od doprowadzenia do miasta pierwszej linii kolejowej .
Po I wojnie światowej główna linia Zgorzelec – Wałbrzych została zelektryfikowana. Ruch pociągów elektrycznych zainaugurowano 15 lipca 1920 roku . Elektryfikacją objęto również sieć odnóg od głównej trasy, m.in. w kierunku Szklarskiej Poręby i Karpacza .
Na przełomie lat 20. i 30 XX w. Jelenia Góra posiadała bezpośrednie połączenie kolejowe z Berlinem . W latach 30. XX wieku istniała możliwość podróży do Pragi z jedną przesiadką .

### W okresie PRL
Krótko po wojnie poniemiecka sieć elektryczna na Dolnym Śląsku została zdemontowana i wywieziona do ZSRR.
Na stację w Jeleniej Górze przywożono zaraz po wojnie osadników polskich w pociągach złożonych z wagonów bydlęcych . Lokomotywy z pociągów z osadnikami, według relacji, miały trafiać na stan miejscowej parowozowni . Ulica za dworcem kolejowym wiodąca do lokomotywowni otrzymała nazwę Krakowska – według legendy miejskiej za sprawą osadników z Krakowa, którzy zajęli budynki za stacją kolejową . 30 marca 1946 roku rozpoczęła powojenną działalność wagonownia.
22 października 1946 roku w pociągu z Warszawy do Jeleniej Góry i Kudowy-Zdroju przyjechały pierwsze po II wojnie światowej wagony sypialne, jakie dotarły do okręgu dolnośląskiego (DOKP).
Wraz z kapitulacją Niemiec wysadzono w powietrze łukowy most na Bobrze na szlaku Jelenia Góra – Jelenia Góra Zachodnia. Odbudowany obiekt uruchomiono 30 września 1953 roku, wznawiając bezpośrednią komunikację z dworca głównego w kierunku Szklarskiej Poręby, Lubania i Lwówka Śląskiego.
17 grudnia 1966 roku zakończono reelektryfikację odcinka Wałbrzych – Jelenia Góra, a tym samym zelektryfikowanego szlaku z Wrocławia. W latach 1966–1970 stacja, równolegle z pozostałymi stacjami na odcinku linii kolejowej nr 274 Jelenia Góra – Wrocław Świebodzki, otrzymała nowe semafory.
Przejściowo w latach siedemdziesiątych XX w. kursował pierwszy pociąg ekspresowy Jelenia Góra – Warszawa . Istniały wówczas również pociągi nocne do Berlina i Eisenach .
Eksploatację trakcji parowej w węźle jeleniogórskim zakończono w 1984 roku . Ostatnią linią obsługiwaną parowozami była trasa w kierunku Lwówka Śląskiego i Zebrzydowej .
Na przełomie lat 70 i 80 pogarszający się stan lokalnych linii kolejowych w pobliżu Jeleniej Góry powodował stopniowe ograniczanie oferty dostępnej ze stacji . W 1986 roku zlikwidowano połączenia kolejowe w kierunku Kowar i Kamiennej Góry. Od roku 1988 pociągi elektryczne wysłano na ponownie zelektryfikowaną linię w kierunku Szklarskiej Poręby, jednak frekwencja w jednostkach elektrycznych na tej trasie była niezadowalająca .
W drugiej połowie lat 80. rozpoczęto szeroko zakrojoną modernizację zaplecza stacji. Dotychczasowy obiekt stołówki pracowniczej PKP rozebrano pod rozbudowę zakładowej przychodni zdrowia . Za stacją wzniesiono obiekt planowany jako noclegownia drużyn konduktorskich, ostatecznie zagospodarowany jako hotel .
Planowano budowę nowej lokomotywowni (w miejscu rozebranego wówczas starego obiektu ) i pasażerskiej stacji postojowej. Planów nie zrealizowano.

### Po 1989 r.
Od 1988 roku na Dolnym Śląsku trwała systematyczna likwidacja ruchu na liniach kolejowych uznanych przez PKP za nierentowne.
Z dniem 3 kwietnia 2000 roku Polskie Koleje Państwowe zawiesiły połączenia pasażerskie na 1028,5 km linii kolejowych. Oprócz niedostatecznej rentowności jako przyczynę likwidacji połączeń PKP wskazywały pogłębiającą się niewydolność modelu ograniczonego dotowania kolei wyłącznie z budżetu centralnego i finansowania połączeń pasażerskich przez PKP wpływami z przewozów towarowych. Ze stacji Jelenia Góra zlikwidowano wówczas pociągi pasażerskie do Karpacza.
Pozostałe połączenia w węźle jeleniogórskim w kolejnych latach były ograniczane.
Po roku 2000 na głównej linii kolejowej nr 274 na skutek niedostatecznego utrzymania doszło do zapaści technologicznej. Odcinek między Jelenią Górą a Wrocławiem pociągi pasażerskie przemierzały w blisko 4 godziny. W rozkładzie jazdy 2003/2004 na linii kolejowej nr 274 nie zaplanowano żadnego pociągu pospiesznego.
Z początkiem XXI wieku w budynku dworca przestała funkcjonować świetlica PKP, restauracja oraz bar. Pomieszczenia, przeznaczone dla wynajmujących, przez wiele lat były niezagospodarowane. Baraki służące przez lata funkcjonującej przy stacji zasadniczej szkoły zawodowej PKP, zlikwidowanej w latach dziewięćdziesiątych, zostały rozebrane .

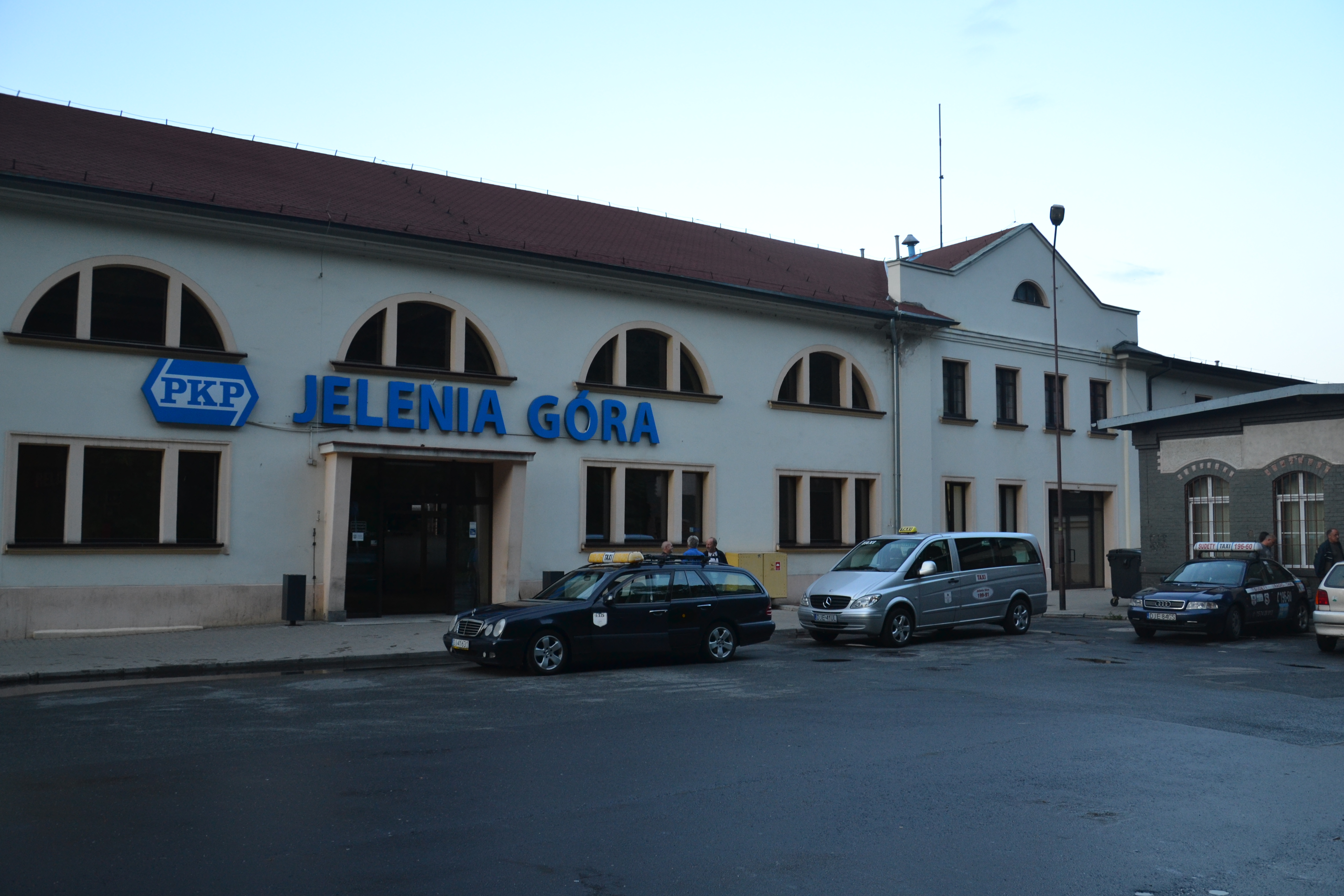
Część gmachu dworcowego z lat 1912–1922, służąca od 2008 roku obsłudze podróżnych

Na przełomie 2007 i 2008 roku Polskie Koleje Państwowe zdecydowały o przebudowie parteru dworca, polegającej na zmniejszeniu hallu o połowę i wydzieleniu pomieszczeń przeznaczonych pod wynajem. Podczas trwającej pół roku modernizacji we wschodniej części dworca zaaranżowano nowy, dostosowany do potrzeb osób niepełnosprawnych hall. Powierzchnię w pierwotnym gmachu dworca ograniczono do strefy kas biletowych i gastronomicznej. Prace trwały pół roku i kosztowały 1,5 miliona złotych.
Po roku 2007 podjęto modernizację linii kolejowej nr 274, dzięki czemu czas przejazdu się skrócił, przywrócono również pociągi kwalifikowane.
12 czerwca 2015 PKP PLK podpisały z konsorcjum firm Infrakol i Track Tec Construction umowę na modernizację stacji, która objęła m.in. podwyższenie peronów, odnowienie wiat, instalację nowego oświetlenia, monitoringu, wind przy peronach oraz jednej platformy przyschodowej i paletowych tablic informacyjnych. Odnowione zostały również przejścia podziemne. Prace trwały 2 lata (2016-2017), ich zakres został rozszerzony w stosunku do pierwotnego planu i pochłonęły 27 milionów złotych.

## Linie kolejowe
- 274 Wrocław Świebodzki – Zgorzelec,
- 283 Jelenia Góra – Żagań,
- 308 Jelenia Góra – Kamienna Góra,
- 311 Jelenia Góra – Jakuszyce[1].

## Infrastruktura

### Budynek dworca

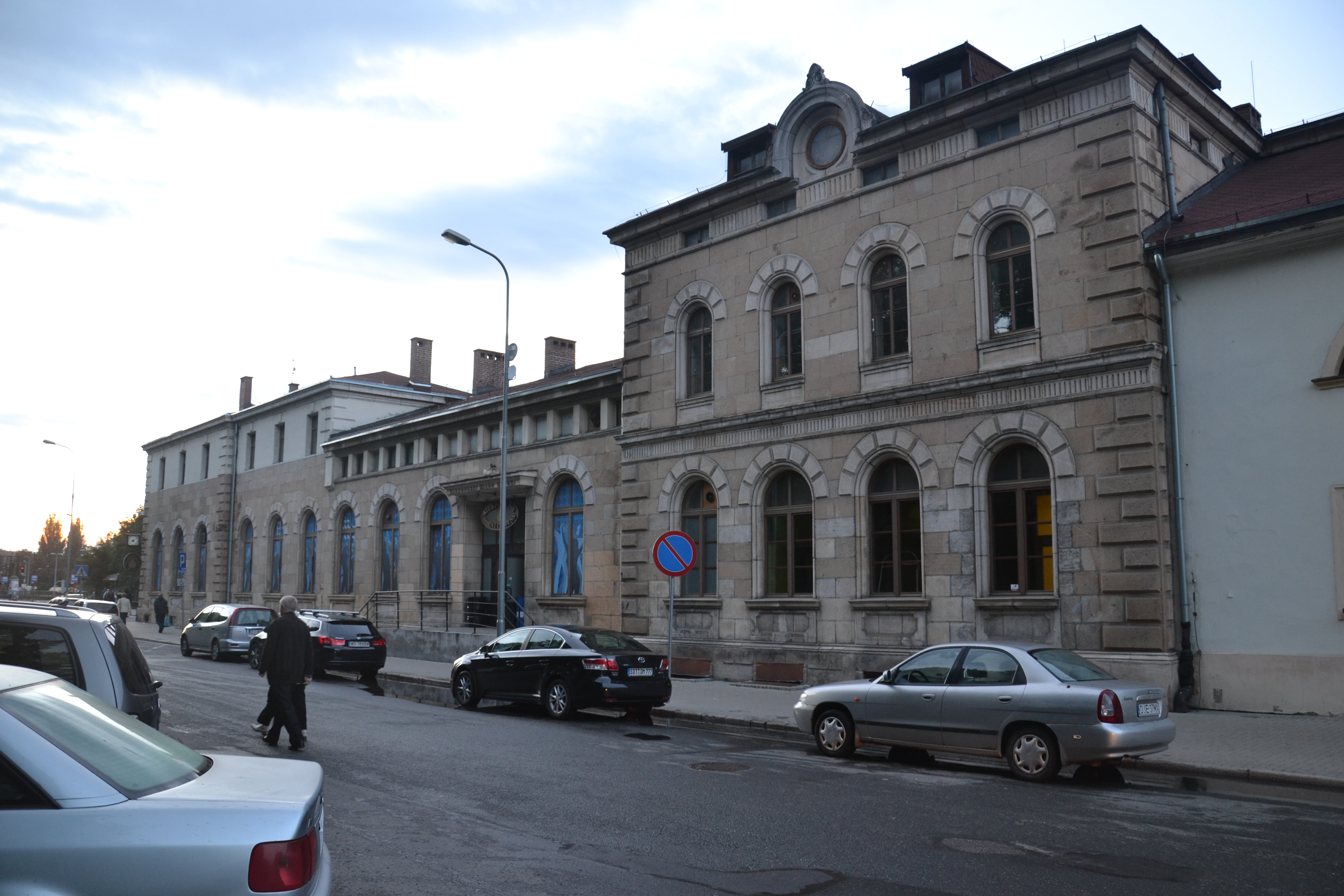
Oryginalna część dworca z l.1865-1866, po 2009 roku w przeważającej części adaptowana na cele komercyjne

Gmach dworca został wzniesiony w latach 1865–1866 według projektu architekta budynków dworcowych Śląskiej Kolei Górskiej Hermanna Cuno, inspirowanego szkołą Karla Friedricha Schinkla. Projekt rozmieszczono na planie dwóch, zwartych ze sobą, niesymetrycznych czworokątów. Dworzec, podobnie jak większość obiektów na linii został wzniesiony na fundamentach kamiennych. Ściany wykonano z ciosów kamiennych. Zastosowano drewniane stropy międzykondygnacyjne i dwuspadowy dach pokryty papą bitumiczną na lepiku. Obiekt uzyskał eklektyczną elewację łączącą cechy neoklasycyzmu i neogotyku wykonaną z ciosanego piaskowca. Dworzec w Jeleniej Górze, jako jeden z nielicznych na linii, posiada klasycyzujący fronton oraz fryzy imitujące porządek dorycki.
Budynek był rozbudowywany wraz ze stacją w latach: 1882 oraz 1904-1906 z zachowaniem spójności architektonicznej i wizualnej z pierwotnym założeniem. W latach 1912–1922 we wschodniej części gmachu powstało nowe, odbiegające wyglądem od starszych części skrzydło administracyjne, do którego podczas remontu w latach 2008–2009 przeniesiono hall dworca.
Przez wiele lat powojennych elewacja starego gmachu wykonana z piaskowca była pokrywana kolejnymi warstwami farby . Po roku 2000 elewacja została oczyszczona i przywrócono jej oryginalny wygląd .

### Perony
Na stacji znajdują się cztery perony pasażerskie.

### Nastawnie
Sterowanie ruchem pociągów na stacji odbywa się z jednej, współczesnej nastawni dysponującej JG.
Na stacji istnieją jednak zachowane, nieczynne budynki nastawni JGB i JGC.

### Infrastruktura towarzysząca
Przy stacji istnieją obiekty po zapleczu technicznym (częściowo zachowana dawna lokomotywownia), które były użytkowane zgodnie z przeznaczeniem do końca 2015 roku.

## Ruch pociągów
Wiodąca przez stację linia kolejowa nr 274 została zakwalifikowana przez Biuro Eksploatacji spółki PKP Polskie Linie Kolejowe na odcinku Wrocław Główny – Jelenia Góra jako „linia o priorytecie pasażerskim”, natomiast na odcinku Jelenia Góra – Zgorzelec jako „linia o priorytecie towarowym”.

## Ruch pasażerski
| Rok  | Wymiana roczna | Wymiana pasażerska na dobę | miejsce w Polsce |
| ---- | -------------- | -------------------------- | ---------------- |
| 2017 | 913 000        | 2500                       | 97               |
| 2018 | 840 000        | 2300                       |                  |
| 2019 | 949 000        | 2600                       |                  |
| 2020 | 586 000        | 1600                       | 98               |
| 2021 | 730 000        | 2000                       | 97               |
| 2022 |                | 2900                       |                  |

## Przewozy

### Połączenia dalekobieżne

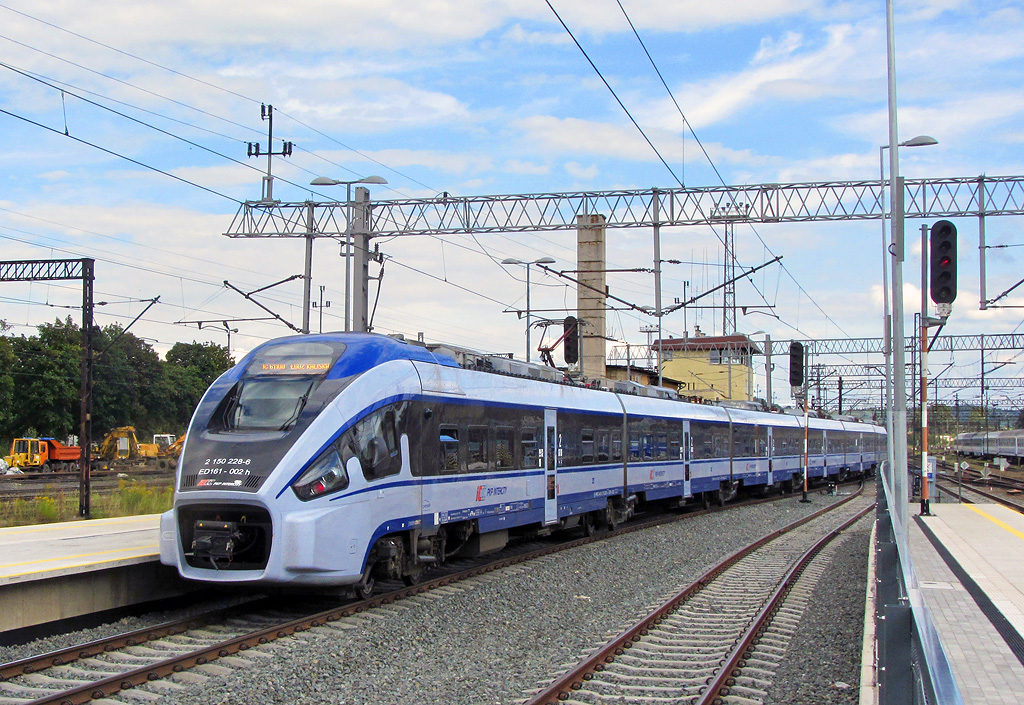
ED161-002 na zmodernizowanej w latach 2015–2017 stacji Jelenia Góra

Prace rewitalizacyjne na linii nr 274 umożliwiły wprowadzenie taboru generacji i uruchomienie nowych połączeń dalekobieżnych. W rozkładzie jazdy 2015/2016 po linii rozpoczęły kursowanie pociągi PKP Intercity kategorii Intercity (IC) z Białegostoku i Warszawy do Jeleniej Góry, obsługiwane jednostkami Pesa Dart.

## Komunikacja z dworcem
Przy dworcu znajduje się przystanek autobusowy „Dworzec Kolejowy 03” na którym zatrzymują się przewoźnicy: MZK Jelenia Góra, PKS Tour Jelenia Góra, Flixbus oraz mniejszych, lokalnych przewoźników.